# Columbus (Montana)
Columbus – miasto w Stanach Zjednoczonych, w stanie Montana, siedziba administracyjna hrabstwa Stillwater.